# Rubeoza šarenice
Rubeoza šarenice je poremećaj šarenice oka obilježen pojavom novostvorenih abnormalnih krvnih žila (neovaskularizacijom) na površini šarenice.

## Patofiziologija
Bolest je obično povezana s bolestima mrežnice u kojima mrežnica postaje ishemična. Ishemična mrežnica otpušta različite čimbenike, od kojih je najvažniji VEGF. Ti čimbenici potiču stvaranje novih krvnih žila (angiogeneza). Nažalost, novostvorene krvne žile nemaju ista svojstva kao i krvne žile originalno prisutne u oku. Nadalje, krvne žile se mogu stvoriti na mjestima gdje ih se inače ne nalazi. Preciznije, nove krvne žile se mogu naći u šarenici. Osim u šarenici, krvne žile mogu izrasti i u očni kut. Te krvne žile blokiraju odvođenje sobne vodice i uzrokuju porast intraokularnog tlaka. Taj proces se naziva neovaskularni glaukom.

## Liječenje
Ako je uočena rano, neovaskularizacija može biti zaustavljena brzom primjenom panretinalne fotokoagulacije (eng. pan retinal photocoagulation – PRP), ili injekcijama anti-VEGF lijekova praćenim PRP-om. Injekcija blokira direktan učinak VEGF i djeluje brže ali prestaje djelovati tijekom približno 6 tjedana. PRP sporije počinje djelovati ali može imati i trajan učinak. Ako je neovaskularizacija dugotrajnija, novostvorene krvne žile stvaraju fibrozno tkivo koje, zbog formiranja i stezanja, može trajno oštetiti očni kut koji tada neće odgovarati ni na kakvu terapiju. U tom slučaju potreban je kirurški zahvat da bi se smanjio tlak.

## Uzroci
Ova bolest je obično povezana s dijabetesom zbog uznapredovale proliferativne dijabetičke retinopatije. Ostali poremećaji koji uzrokuju rubeoza irisa uključuju okluziju središnje mrežnične vene, (sindrom ishemije oka) i kronično odignuće mrežnice
|  | Molimo pročitajte upozorenje o korištenju medicinskih informacija. Ne provodite liječenje bez savjetovanja s liječnikom! |